# Nevinac
Nevinac is een plaats in de gemeente Nova Rača in de Kroatische provincie Bjelovar-Bilogora. De plaats telt 239 inwoners (2001).